# Away
«Away» (рус. Прочь) — второй сингл испанского поп-певца Энрике Иглесиаса с его сборника «Greatest Hits», выпущенный 11 ноября 2008 года на лейбле «Interscope».

## Общая информация
Песня была записана в сотрудничестве с американским певцом Шоном Гарреттом. Сингл был выпущен для цифрового скачивания на «iTunes» в день выпуска сборника 11 ноября 2008 года. Изначально «Away» планировалось включить в дебютный альбом Шона, под названием «Turbo 919», но был отдан для сборника Иглесиаса. Сингл дебютировал на 132 месте в британском национальном хит-параде «UK Singles Chart».

## Музыкальное видео
Клип был снят американским режиссёром Энтони Мэндлером. Видео было впервые проиграно в эфире программы «Total Request Live», которая идёт на «MTV».
По сценарию Энрике ходит по пустыне, вспоминая кадры из fdfhbb, в которой он погиб и оглядываясь на свою девушку(которую играет Ники Хьюи), которая плачет в истерике. Большинство кадров клипа снято в пустыне.

## Список композиций
CD-сингл (Великобритания)
1. «Away» (edit)
2. «Away» (Moto Blanco club mix)

Другие версии
1. Dave Aude Edit
2. Dave Aude Club Mix

## Чарты
| Чарт (2008—2009)                  | Стартовая Позиция |
| --------------------------------- | ----------------- |
| Чехия Airplay Chart               | 70                |
| Хорватия Airplay Chart            | 35                |
| Словакия Airplay Chart            | 63                |
| Великобритания Singles Chart      | 132               |
| США Billboard Hot Dance Club Play | 4                 |